# 1987년 K리그
K리그 1987은 K리그의 5번째 시즌이다. 지난 시즌까지 참가했던 한일은행 축구단이 이번 시즌부터 리그를 탈퇴하며 프로팀들로만 리그를 치른 첫 번째 시즌이다.

## 시즌 개요

### 참가 구단
| # | 팀명            | 연고지               | 리그 참여년도 | 전년도 순위        |
| - | --------------- | -------------------- | ------------- | ------------------ |
| 1 | 포항제철 아톰즈 | 대구직할시, 경상북도 | 1983년        | 전후기 통합우승    |
| 2 | 럭키금성 황소   | 충청북도, 충청남도   | 1984년        | 전후기 통합 준우승 |
| 3 | 대우 로얄즈     | 부산직할시, 경상남도 | 1983년        |                    |
| 4 | 현대 호랑이     | 강원도               | 1984년        |                    |
| 5 | 유공 코끼리     | 인천직할시, 경기도   | 1983년        |                    |

### 외국인 선수
- 1987시즌 외국인 선수 규정은 2명 보유, 2명 출전이었다.
- 볼드체가 되어 있는 선수는 시즌 중 입단한 선수이다.

| 클럽            | 선수 1 | 선수 2 | 시즌 중 퇴단 선수 |
| --------------- | ------ | ------ | ----------------- |
| 유공 코끼리     |        |        | 베리발두          |
| 포항제철 돌핀스 |        |        |                   |
| 대우 로얄즈     |        |        |                   |
| 럭키금성 황소   |        |        |                   |
| 현대 호랑이     |        |        |                   |

## 시즌 순위

### 정규시즌 순위
| 순위 | 팀              | 경기수 | 승 | 무 | 패 | 득 | 실 | 차  | 승점 |
| ---- | --------------- | ------ | -- | -- | -- | -- | -- | --- | ---- |
| 1    | 대우 로얄즈     | 32     | 16 | 14 | 2  | 41 | 20 | 21  | 46   |
| 2    | 포항제철 아톰즈 | 32     | 16 | 8  | 8  | 64 | 41 | 23  | 40   |
| 3    | 유공 코끼리     | 32     | 9  | 9  | 14 | 34 | 43 | -9  | 27   |
| 4    | 현대 호랑이     | 32     | 7  | 12 | 13 | 34 | 40 | -6  | 26   |
| 5    | 럭키금성 황소   | 32     | 7  | 7  | 18 | 26 | 55 | -29 | 21   |

## 시즌 통계

### 개인 기록
| 순위 | 이름   | 클럽            | 득점 | 경기 |
| ---- | ------ | --------------- | ---- | ---- |
| 1    | 최상국 | 포항제철 아톰즈 | 15   | 30   |
| 2    | 이흥실 | 포항제철 아톰즈 | 12   | 29   |
| 3    | 노수진 | 유공 코끼리     | 12   | 30   |
| 4    | 김주성 | 대우 로얄즈     | 10   | 28   |
| 5    | 김홍운 | 포항제철 아톰즈 | 9    | 26   |
| 6    | 이상철 | 현대 호랑이     | 8    | 28   |
| 7    | 박항서 | 럭키금성 황소   | 7    | 28   |
| 8    | 이태호 | 대우 로얄즈     | 6    | 19   |
| 9    | 이기근 | 포항제철 아톰즈 | 6    | 26   |
| 10   | 정해원 | 대우 로얄즈     | 6    | 28   |

| 순위 | 이름   | 클럽            | 도움 | 경기 |
| ---- | ------ | --------------- | ---- | ---- |
| 1    | 최상국 | 포항제철 아톰즈 | 8    | 30   |
| 2    | 최강희 | 현대 호랑이     | 6    | 25   |
| 3    | 이흥실 | 포항제철 아톰즈 | 6    | 29   |
| 4    | 노수진 | 유공 코끼리     | 6    | 30   |
| 5    | 최순호 | 포항제철 아톰즈 | 5    | 16   |
| 6    | 김준현 | 유공 코끼리     | 4    | 26   |
| 7    | 김주성 | 대우 로얄즈     | 4    | 28   |
| 8    | 정해원 | 대우 로얄즈     | 4    | 28   |
| 9    | 변병주 | 대우 로얄즈     | 4    | 30   |
| 10   | 한길동 | 럭키금성 황소   | 3    | 16   |

## 수상

#### 최우수선수상
정해원 (대우 로얄즈)

#### 득점상
최상국 (포항제철 아톰즈)

#### 도움상
최상국 (포항제철 아톰즈)

#### 신인선수상
김주성 (대우 로얄즈)

#### 우수골키퍼상
조병득 (포항제철 아톰즈)

#### 베스트 11
골키퍼: 김풍주 (대우 로얄즈)
수비수: 최기봉 (유공 코끼리), 박경훈 (포항제철 아톰즈), 구상범 (럭키금성 황소), 정용환 (대우 로얄즈)
미드필더: 김삼수 (현대 호랑이), 노수진 (유공 코끼리), 이흥실 (포항제철 아톰즈)
공격수: 최상국 (포항제철 아톰즈), 정해원 (대우 로얄즈), 김주성 (대우 로얄즈)

#### 감독상
이차만 (대우 로얄즈)

#### 감투상
최기봉 (유공 코끼리)

#### 모범상
박노봉 (유공 코끼리)

#### 심판상
박경인